# Vilingili
Vilingili är en ö i Huvadhuatollen i Maldiverna.  Den ligger i administrativa atollen Gaafu Alif atoll, i den södra delen av landet, 380 km söder om huvudstaden Malé. Vilingili är den administrativa centralorten i Gaafu Alif. Flygplatsen Kooddoo Airport ligger på ön Kooddoo söder om Vilingili.